# ダマク
ダマク(ネパール語: दमक)は、ネパール東端のコシ州のジャパ郡の都市。
2011年の人口は7万5743人。
ベルダンギ難民キャンプがあり、国連難民高等弁務官事務所の拠点が置かれている。